# Сенница-Ружана (гмина)
Сенница-Ружана (пол. Siennica Różana) — сельская гмина (волость) в Польше, входит как административная единица в Красноставский повет, Люблинское воеводство. Население — 4452 человека (на 2004 год).

## Сельские округа
1. Бараки
2. Борунь
3. Козенец
4. Мацеюв
5. Рудка
6. Сенница-Крулевска-Дужа
7. Сенница-Крулевска-Мала
8. Сенница-Ружана
9. Стуйло
10. Вежховины
11. Воля-Сенницка
12. Загрода
13. Звежинец
14. Жджанне

## Соседние гмины
1. Гмина Хелм
2. Гмина Красныстав
3. Красныстав
4. Гмина Красничин
5. Гмина Леснёвице
6. Гмина Реёвец